# FIGlet
FIGlet je terminálový programem pro generaci textových banerů z menších, terminálových ASCII znaků ve spoustě fontů. Jméno pochází ze spojení „Frank, Ian and Glenn letters“.
Tím, že se jedná o svobodný open source program, je součástí mnoha UNIX a UN*X systémů (např. Linux nebo BSD). Byl však portován i na jiné platformy (např. Microsoft Windows, BeOS, MS-DOS, Apple II, …). Stažení je dostupné na oficiální stránce FIGletu. Také byl znova implementován v Javě, PHP, JavaScriptu, Pythonu, Go a Perlu.

## Ovládání
FIGlet může číst ze standardního vstupu nebo lze zprávu zadat jako argument. Výsledek FIGlet pošle do standardního výstupu. Nápověda se dá zobrazit příkazem figlet --help nebo pomocí jejich manpage. Fonty se dají stáhnou na internetu.

## Příklad
```
[
user@hostname
 
~
]
$
 
figlet
 
ahoj
 
wikipedie

       
_
           
_
            
_
 
_
    
_
                
_
 
_

  
__
 
_
|
 
|
__
   
___
 
(
_
)
 
__
      
_
(
_
)
 
|
 
_
(
_
)
_
 
__
   
___
  
__
|
 
(
_
)
 
___

 
/
 
_
`
 
|
 
'_ \ / _ \| | \ \ /\ / / | |/ / | '
_
 
\ 
/
 
_
 
\/
 
_
`
 
|
 
|
/
 
_
 
\

|
 
(
_
|
 
|
 
|
 
|
 
|
 
(
_
)
 
|
 
|
  
\ 
V
  
V
 
/
|
 
|
   
<
|
 
|
 
|
_
)
 
|
  
__/
 
(
_
|
 
|
 
|
  
__/

 
\_
_,_
|
_
|
 
|
_
|
\_
__//
 
|
   
\_
/
\_
/
 
|
_
|
_
|
\_\_
|
 
.__/
 
\_
__
|
\_
_,_
|
_
|
\_
__
|

                
|
__/
                    
|
_
|

```